# Воскресенское (Кинешемский район)
Воскресенское — село в Кинешемском районе Ивановской области, входит в состав Шилекшинского сельского поселения. 

## География
Село расположено на реке Шилеконка в 6 км на запад от центра поселения села Шилекша и в 36 км на юго-восток от районного центра города Кинешма.

## История
В селе имелось два храма: зимний, построенный в 1783 году на средства прихожан и Георгия Сергеевича Нелидова, однопрестольный — в честь Обновления храма Воскресения Христова в Иерусалиме, и летний тоже однопрестольный — в честь Владимирской иконы Божией Матери, построенный в 1760 году на средства князя Ивана Васильевича Козловского; оба храма каменные, с каменной же колокольней при летней церкви.
В XIX — первой четверти XX века село входило в состав Воскресенской волости Юрьевецкого уезда Костромской губернии, с 1918 года — Иваново-Вознесенской губернии.
С 1929 года село являлось центром Воскресенского сельсовета Вичугского района Ивановской области, с 1954 года — в составе Шилекшинского сельсовета, с 2005 года — в составе Шилекшинского сельского поселения.

## Население
| 1872 | 1897 | 1907 | 2002 | 2010 |
| ---- | ---- | ---- | ---- | ---- |
| 132  | ↘81  | ↘57  | ↗78  | →78  |

## Достопримечательности
В селе расположены недействующие Церковь Владимирской иконы Божией Матери (1760) и Церковь Воскресения Словущего (1783).